# Селенид цезия
Селенид цезия — бинарное неорганическое соединение
селена и цезия
с формулой CsSe,
бесцветные кристаллы.

## Получение
- Реакция чистых веществ:

{\displaystyle {\mathsf {Se+Cs\ {\xrightarrow {365^{o}C}}\ CsSe}}}

## Физические свойства
Селенид цезия образует бесцветные кристаллы
кубической сингонии, пространственная группа P m3m, параметры ячейки a = 0,4437 нм, Z = 4
.
Соединение образуется по перитектической реакции при температуре 365°C.